# RSS Resilience (82)
RSS Resilience (82) là tàu tuần tra lớp Fearless thuộc biên chế của Hải quân Singapore. Tàu hạ thủy vào 23 tháng 11 năm 1996, nhập biên chế vào 7 tháng 2 năm 1998.
Ngày 30 tháng 1 năm 2013, Bộ Quốc phòng Singapore (MINDEF) đã giao cho ST Engineering một hợp đồng thiết kế và đóng tám tàu mới để thay thế các tàu tuần tra Fearless. ST Engineering thông báo rằng nhóm tàu biển của họ, ST Marine sẽ đóng tám tàu tại Singapore Benoi Yard. Trong khi nhóm điện tử của tập đoàn, ST Electronics, sẽ cung cấp hệ thống chiến đấu cốt lõi và chống lại các giải pháp tích hợp hệ thống. ST Marine sẽ tiến hành tích hợp hệ thống nền tảng như là nhà tích hợp hệ thống dẫn đầu. Tàu đầu tiên dự kiến sẽ được giao vào năm 2016 và tất cả tám tàu sẽ hoạt động hết năm 2020.

## Lịch sử
Lớp tàu tuần tra Fearless đã được lệnh thay thế cho tàu tuần tra Swift trước đây sau khi họ đã được chuyển giao Cảnh sát biển Cảnh sát. Hợp đồng đã được trao cho ST Marine vào ngày 27 tháng 2 năm 1993. Sáu tàu đầu tiên được trang bị cho chống tàu ngầm, trong khi phần còn lại được cấu tạo như tàu tuần tra.
Năm 1996, đội dự án Cơ quan Công nghệ Quốc phòng Khoa dẫn đầu dự án tàu tuần tra đã được trao giải thưởng Công nghệ Quốc phòng.
Vào 3 tháng 1 năm 2003, RSS Courageous đã bị hư hỏng nặng trong vụ va chạm với tàu container ở eo biển Singapore. The ship has since been stricken from the navy list.
Vào tháng 1 năm 2005, đoàn 189 đã được chuyển sang Lực lượng Cảnh sát biển từ Hạm đội, và 11 tàu bây giờ tạo thành Hải đội 182 và 189.

## Tàu cùng lớp
| Tên              | Số hiệu | Hạ thủy              | Nhập biên chế       | Xuất biên chế       | Ghi chú                      |
| ---------------- | ------- | -------------------- | ------------------- | ------------------- | ---------------------------- |
| RSS Fearless     | 94      | 18 tháng 2 năm 1995  | 5 tháng 10 năm 1996 |                     |                              |
| RSS Brave        | 95      | 9 tháng 9 năm 1995   | 5 tháng 10 năm 1996 |                     |                              |
| RSS Courageous   | 96      | 9 tháng 9 năm 1995   | 5 tháng 10 năm 1996 |                     | Loại bỏ vào tháng 5 năm 2003 |
| RSS Gallant      | 97      | 27 tháng 4 năm 1996  | 3 tháng 5 năm 1997  |                     |                              |
| RSS Daring       | 98      | 27 tháng 4 năm 1996  | 3 tháng 5 năm 1997  |                     |                              |
| RSS Dauntless    | 99      | 23 tháng 11 năm 1996 | 3 tháng 5 năm 1997  |                     |                              |
| RSS Resilience   | 82      | 23 tháng 11 năm 1996 | 7 tháng 2 năm 1998  |                     |                              |
| RSS Unity        | 83      | 19 tháng 7 năm 1997  | 7 tháng 2 năm 1998  | 3 tháng 10 năm 2017 |                              |
| RSS Sovereignty  | 84      | 19 tháng 7 năm 1997  | 7 tháng 2 năm 1998  | 3 tháng 10 năm 2017 |                              |
| RSS Justice      | 85      | 18 tháng 10 năm 1997 | 22 tháng 8 năm 1998 | 3 tháng 10 năm 2017 |                              |
| RSS Freedom      | 86      | 18 tháng 10 năm 1997 | 22 tháng 8 năm 1998 |                     |                              |
| RSS Independence | 87      | 19 tháng 4 năm 1998  | 22 tháng 8 năm 1998 | 8 tháng 3 năm 2017  |                              |